# Ironsides
Ironsides (in inglese "fianchi di ferro") era il soprannome dato alle unità di cavalleria pesante formate da Oliver Cromwell durante la guerra civile inglese (1642-1660), e che combatterono dalla parte dei Roundheads. Il nome fu loro dato a partire dall'appellativo Old Ironsides guadagnato da Cromwell dopo la sua vittoria nella battaglia di Marston Moor.

Le unità di Ironsides costituirono il nucleo attorno al quale Cromwell costituì, nel 1645, il New Model Army, il primo vero e proprio esercito regolare della storia inglese.

## Storia
Al principio del 1643, Cromwell riceve il grado di colonnello e l'autorizzazione ad ampliare le file dei suoi cavalieri sino a farne un vero e proprio reggimento. Il 28 luglio di quell'anno, gli Ironsides presero parte alla Battaglia di Gainsborough, scontro durante il quale la cavalleria lealista venne sconfitta. Stando alla relazione di William Cavendish, I duca di Newcastle-upon-Tyne, a Gainsborough fu proprio uno dei capitani di Cromwell, James Berry, ad uccidere il generale Charles Cavendish.

## Ranghi
Nel 1643, la linea di comando degli Ironsides era così suddivisa:
- Colonnello Oliver Cromwell;
- Maggiore Edward Whalley;
- Capitano John Desborough;
- Capitano Valentine Walton Jr.;
- Capitano Oliver Cromwell Jr.;
- Capitano James Berry;
- Capitano Robert Swallow, al comando della Maiden Troop(it. "Truppa Vergine") reclutata a Norwich;
- Capitano Ralph Margery;
- Capitano Henry Ireton, trasferito dal Reggimento dell'Earl dell'Essex.

## Equipaggiamento

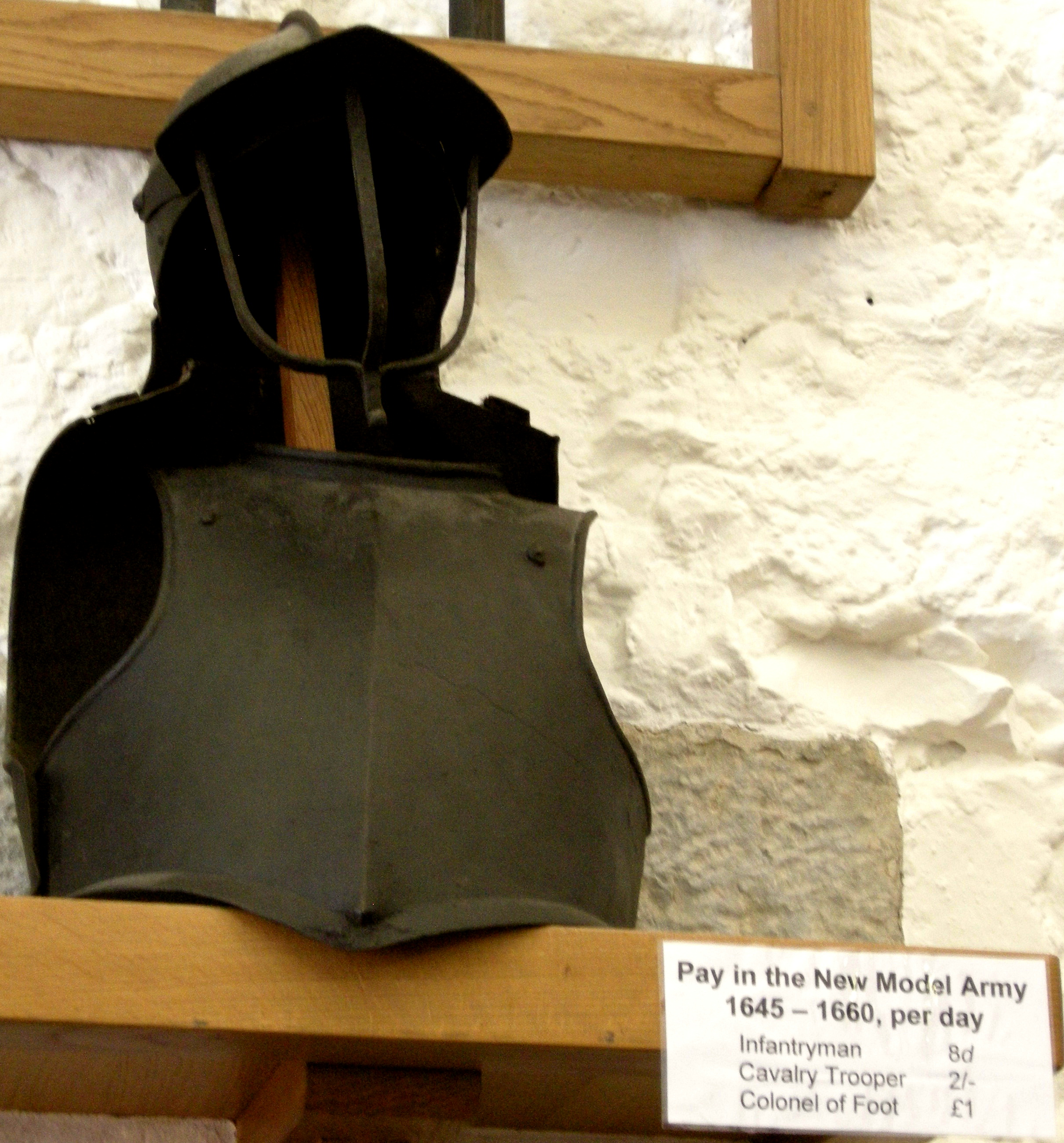
Corazza ed elmo in dotazione alla cavalleria parlamentare - Museo di West Gate, Canterbury.

Nonostante quanto possa far supporre il loro nome, gli Ironsides non erano una truppa di corazzieri su modello austro-tedesco.

L'equipaggiamento degli Ironsides era quello comune ai vari gruppi di Harquebusier operanti in quei medesimi anni nell'Europa settentrionale:
- la protezione del corpo era affidata unicamente ad una corazza priva di maniche, portata sopra ad un giaccone di tinta unita, solitamente giallognolo;
- la testa era coperta da un elmetto, solitamente del tipo cappellina, volto a garantire la maggior visuale possibile;
- guanti e stivali alti fin sopra il ginocchio, rigorosamente in cuoio, garantivano un minimo di protezione agli arti; raramente venivano portati i guanti d'arme.

Gli uomini di Cromwell erano armati di carabina, pistola, spadona (o della pesante Mortuary Sword o delle più agili Vallona-Pappenheimer) e scure d'arcione (più raramente picco d'armi).